# 38-я отдельная гвардейская десантно-штурмовая бригада
38-я отдельная гвардейская десантно-штурмовая Брестская Венская Краснознамённая бригада (сокр. 38-я гв. ОДШБр, бел. 38-я асобная гвардзейская дэсантна-штурмавая Брэсцкая Венская Чырванасцяжная брыгада) — отдельная часть в составе Десантно-штурмовых формирований Сухопутных войск СССР (до 1990 года), в составе ВДВ СССР (с 1990 года) и на текущий момент соединение в составе ССО Вооружённых Сил Республики Беларусь.
Условное наименование — Войсковая часть 92616.
Дислокация: Республика Беларусь, г. Брест, мкр. «Южный городок».

## Десантно-штурмовые формирования в Советской армии
Кроме парашютно-десантных соединений ВДВ, в составе Сухопутных войск имелись десантно-штурмовые части (ДШЧ).
Подчинялись они командующим войсками военных округов (групп войск), армий или корпусов. По форме и вооружению они мало чем отличались от парашютно-десантных частей, кроме задач, подчинённости и ОШС. Методы боевого применения, программы боевой подготовки личного состава, вооружение и обмундирование военнослужащих — было такое же, как и парашютно-десантных частей и соединений ВДВ (центрального подчинения). Обмундирование и знаки различия ВДВ, десантно-штурмовые части получили в 1982 году — после их введения для ДШЧ СВ и частей СпН ГРУ (до 1982—1983 гг. вышеназванные части носили общевойсковые форму и знаки различия). Первой из десантно-штурмовых частей в ГСВГ переодетой в форму ВДВ стала 35-я одшбр, к концу 1983 года на форму ВДВ были переведены все остальные ДШЧ.

## Отличия ДШЧ от ВДВ
Разница между парашютно-десантными и десантно-штурмовыми формированиями заключалась в следующем:
- В наличии штатной десантируемой броневой техники (БМД, БТР-Д, САУ «Нона» и так далее). В десантно-штурмовых частях ею была оснащена только четверть от всех подразделений — в отличие от 100 % укомплектованности ею в парашютно-десантных частях.
- В подчинённости войск. Десантно-штурмовые части, в оперативном отношении, подчинялись командованию военных округов (групп войск), армий, корпусов. Парашютно-десантные части подчинялись командованию ВДВ, штаб которого находился в Москве.
- В поставленных задачах. Предполагалось, что десантно-штурмовые части, в случае начала крупномасштабных боевых действий будут использованы для высадки в ближнем тылу противника, преимущественно посадочным способом с вертолётов. Парашютно-десантные части предполагалось использовать в более глубоком тылу противника с высадкой парашютным способом с самолётов ВТА. При этом воздушно-десантная подготовка с плановыми учебными десантированиями парашютным способом личного состава и боевой техники — являлась обязательной для обоих видов формирований.
- В отличие от гвардейских парашютно-десантных частей ВДВ развёрнутых по полному штату, некоторые десантно-штурмовые бригады были скадрованными(неполного состава) и не являлись гвардейскими. Исключение составляли три бригады(35-я, 38-я и 56-я), получившие звания гвардейских, созданные на базе гвардейских парашютно-десантных полков, расформированной в 1979 году 105-й гвардейской воздушно-десантной Венской Краснознамённой дивизии. 40-я десантно-штурмовая бригада, созданная на базе 612-го отдельного батальона десантного обеспечения и 100-й отдельной разведывательной роты этой же дивизии, звание «гвардейская» не получила.

## История

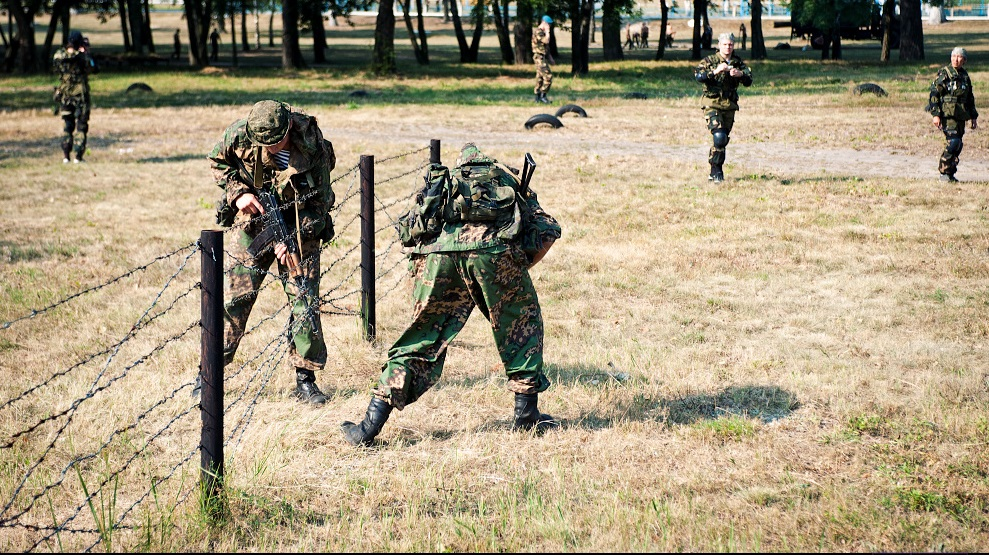
Преодоление препятствий бойцами 38-й бригады в ходе учений

Директива о создании 38-й гв. ОДШБр вышла 10 ноября 1979 года.
Поводом для создания десантно-штурмовых формирований в конце послужил пересмотр тактических приёмов в борьбе с противником в случае полномасштабной войны. Ставка делалась на концепцию применения массированных десантов в ближнем тылу противника, способных дезорганизовать оборону. Техническую возможность для подобного десантирования предоставлял существенно увеличившийся к этому времени парк транспортных вертолётов в армейской авиации.
Первый командир 38-й бригады — гвардии полковник Г. В. Ломовцев, выходец из терских казаков, выпускник Суворовского училища 1943 года, все годы службы занимал передовые позиции. Став ротным, он сделал лучшую роту, комбатом — лучший батальон, командиром полка — лучший полк в ВДВ. Неудивительно, что когда армейское руководство в конце 70-х годов приняло решение расформировать 105-ю гвардейскую воздушно-десантную дивизию, стоявшую в Фергане, и на её базе создать: отдельные гвардейские десантно-штурмовые бригады (35-ю ,38-ю и 56-ю), 40-ю (без статуса «гвардейская»), 345-й гвардейский парашютно-десантный полк, отдельные десантно-штурмовые батальоны (899-й, 900-й, 902-й и 1044-й). Георгию Ломовцеву, служившему тогда в должности зам.ком.дива, поручили формировать — 38-ю бригаду, которая должна была разместиться в Бресте.
Бригада начинала формироваться в прямом смысле слова из одного офицера. В конце октября в подчинение комбригу прибыл парашютно-десантный батальон Бакинского полка: офицеры, прапорщики и старослужащие — порядка трёхсот человек. Поначалу с офицерскими кадрами была напряженка. В новое соединение зачастую переходили из других частей — в основном, танкисты из округа, поскольку нужны были специалисты для боевых машин десанта, стоявших в бригаде на вооружении. В ряде случаев «танковый» контингент, мягко говоря, зарекомендовал себя в своих частях не с лучшей стороны. Впоследствии, правда, такие кадры отсеивались. С приходом молодого пополнения, после 7 ноября бригада превратилась в полноценное боевое соединение! Тогда были жёсткие критерии отбора в ВДВ, Новобранец должен был быть хорошо развит физически, не ниже 1,75 ростом, не менее 65 килограмм веса. Исключение делалось для тех, кто на гражданке совершал прыжки в ДОСААФ. Таких брали без ограничений. Присяга была назначена на 5 января 1980 года. На торжество комбриг пригласил командующего Белорусским военным округом. Тот согласился, прилетел. Во время торжественного прохождения перед трибуной на плацу он спросил: «Где у вас молодые»? Когда полковник Ломовцев остановил роту с молодым пополнением, командующий не поверил: так чётко новый призыв, казалось, шагать просто не мог. И, тем не менее, это был факт. За месяц курса молодого бойца юных десантников вышколили так, что в общем строю они ничем не отличались от старослужащих. Командующий приказал на следующий день повторить прохождение, а на сие зрелище пригласил командиров отдельных частей, командующих дивизиями и армиями, устроив им разнос с наказом: строевой подготовке учиться у Брестских десантников!

### Афганистан
Боевая подготовка в бригаде началась с 1 декабря 1979 года — фактически спустя месяц с начала её формирования. Составлялось расписание занятий и целыми днями офицеры, прапорщики, солдаты и сержанты проводили в полях. Стрельбы, ночные стрельбы, стрельбы с вертолётов по мишеням, езда на боевых машинах, захват и уничтожение объектов и так далее. Чего стоила одна «полоса», изобретённая в те времена командованием бригады. На маршрут протяжённостью свыше 20 километров, от полигона до озера Медное, подразделение выходило с 8 утра, а возвращалось около 12 ночи. Полоса была разбита в несколько этапов. На первом отрабатывалась физподготовка, на втором — захват огневых позиций и самоходных орудий противника, на третьем надо было уничтожить командный пункт, на четвёртом — вражескую ракету. Словом, всё то, что приходилось бы делать во время реальных боевых действий. По пути десантники пробирались через завалы, болота, густые заросли, громили многочисленные засады. Опыт, полученный в нелёгком учении, офицерам бригады вскоре пришлось применять на практике: в 80-е годы многие из них отправлялись в Афганистан.
В марте 1987 года в Афганистан прибыла из Бреста 38 гв. десантно-штурмовая бригада под предлогом участия в крупных учениях. После прибытия 38-я бригада вместе с подразделениями 56-й десантно-штурмовой бригады принимала участие в операции «Гроза» в провинции Газни. Десантники из Бреста пробыли в Афганистане не более трёх месяцев, после чего убыли в ППД, выполнив за время пребывания в Афганистане несколько боевых задач. 21 мая 1987 года в провинции Кандагар два батальона 38-й одшбр провели операцию «Юг-87».

### Беспарашютное десантирование
Десантно-штурмовая бригада от воздушно-десантной бригады отличалась боевыми задачами. Если обычный десант должен был забрасываться далеко в тыл противника, то десантно-штурмовая часть могла орудовать как глубоко тылу, так и по тылам войск первого эшелона. Таким образом, прыжки брестским десантникам приходилось совершать как с самолёта, так и с вертолёта. По нормам тех лет за два года службы у солдата набиралось 20—22 прыжка (весьма прилично), младший офицер должен был шагнуть в небо шесть раз, старший — четыре, причём один прыжок учебный, второй ночью, третий с оружием, четвёртый — на учениях. Реально, конечно, прыгали больше, чем положено. И вот в те годы к привычным методам десантирования командование решило добавить новый: прыжки из вертолёта без парашютов — на малой высоте и на малой скорости. Впервые в Союзе опробовать его решили именно в 38-й бригаде. Сработали, как говорится, с первого дубля без подготовки. На глазах у тогдашнего начальника Генерального штаба вооружённых сил СССР Николая Огаркова рота десантировалась за минуту 10 секунд. Без травм не обошлось: один офицер сломал ногу. Но в целом эксперимент был признан удачным.

### Военный оркестр
Согласно штату бригады, был сформирован военный оркестр. Руководителем был назначен старший лейтенант Александр Носов. Оркестр был размещен в доме офицеров. Изначально, при формировании военного оркестра не было кадровых профессиональных военных музыкантов,  которые смогли бы исполнить партии на инструментах, и в первый состав оркестра были взяты солдаты, делавшие ремонт в доме офицеров. Александр Носов обучил их игре на духовых инструментах и уже на первом году службы оркестр занял первое место в Белорусском военном округе. Через год в бригаде появился музыкальный ансамбль «Голубые береты» (не связан с «афганским» ВИА). В 2001 военный оркестр перешел в подчинение Брестской военной комендатуре, где был объединен с оркестром 50-й гвардейской стрелковой Донецкой дивизии. Ровно через 20 лет, в марте 2021, военный оркестр под управлением гвардии капитана С.А. Охапкина, сново зачислен в состав бригады.

### Участие в подавлении протестов в Белоруссии
В августе 2020 года бригада привлекалась для сдерживания протестов в Белоруссии.

## Переформирования бригады
1 июня 1990 года бригада была передана в состав Воздушно-десантных войск СССР и переформирована в 38-ю отдельную гвардейскую Венскую Краснознамённую Воздушно-десантную бригаду (38 гв. ОВДБр).
1 сентября 1995 года 38-я бригада была передана в состав мобильных сил Республики Беларусь и переименована в 38-ю отдельную гвардейскую Венскую Краснознамённую Мобильную бригаду (38 гв. ОМобБр).
С 2002 года бригада находилась в составе Сухопутных войск.
В 2007 году 38-я омоббр перешла к частям центрального подчинения Генерального штаба Вооружённых Сил Республики Беларусь и относится к Силам специальных операций.
2 августа 2016 года 38-й бригаде вернули первоначальное историческое наименование 38-я отдельная гвардейская Венская Краснознамённая Десантно-штурмовая бригада (38 гв. ОДШБр).
14 января 2020 года Министром обороны Республики Беларусь принято решение о присвоении бригаде наименования по пункту дислокации: 38-я Брестская отдельная гвардейская десантно-штурмовая Венская Краснознамённая бригада.

## «Чёрный орёл». Зарождение испытаний на право ношения нагрудного знака «Доблесть и мастерство»
Именно в 38-й отдельной гвардейской мобильной бригаде родилась новая традиция белорусских десантников — комплексное специальное испытание на почётное звание «Чёрный орёл». Для награждения победителей тогда был учреждён нагрудный знак — такой же престижный в среде армейских спецназовцев символ, как, например, «краповый берет» в спецназе внутренних войск (СпН ВВ МВД).

Испытанию предшествовали предварительный отбор и недельные сборы с кандидатами. По условию группами по 3-4 человека бойцы должны были непрерывно «отвоевать» в брестских лесах ночь, день и ещё одну ночь. При этом им предстояло пройти около сотни километров и решить несколько тактических задач. Все начиналось с десантирования. Далее в условиях активного противодействия «противника» необходимо было на площади 9 квадратных километров разведать объект и по радио доложить его координаты, «уничтожить» мост через реку, встретиться со связным и получить от него указания на дальнейшие действия, преодолеть преследование и засады «врага», совершить налёт на «склад боеприпасов». Затем — выполнить упражнения стрельб из десяти видов оружия. Далее следовали 6-километровый марш-бросок и тропа разведчика, представлявшая собой сплошную цепь препятствий: несколько десятков метров сплошного завала из коряг и обломков железобетонных конструкций, двухметровый ров с осыпающимися песчаными берегами, огненная «купель», лесной завал, железобетонная труба, проложенная под участком дороги, обкатка бронетехникой, заболоченный участок с окнами открытой воды и ямами на дне, 3-метровая кирпичная стена, нагромождение металлических труб, «мышеловка» (на полуметровой высоте натянуты колючая проволока и тонкая «путанка»). Всё это сопровождалось грохотом вылетающих из кустов взрывпакетов, стрельбой и задымлённостью. А на обстрелы необходимо отвечать стрельбой!

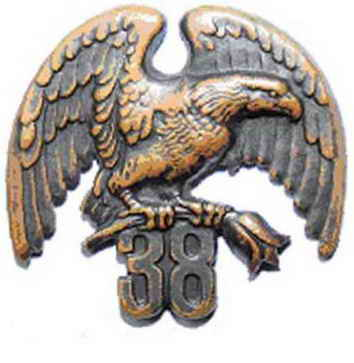
Нагрудный знак «Чёрный орёл» в бронзе

Под занавес испытаний кандидатов ожидал рукопашный бой. Сдающий на «Черного орла» должен был без передышки провести три трехминутных поединка с тремя соперниками, переходя из квадрата в квадрат. Разрешались удары, броски, борьба в партере, болевые приёмы. Пассивное ведение боя наказывалось. Положение к почетному званию «Чёрный орёл» было обсуждено на общем собрании части и утверждено командиром бригады гвардии подполковником Валерием Сахащиком в 1999 году. Выдержки из документа: «Почётное звание „Чёрный орёл“ символизирует высшую степень воинской доблести и профессионального мастерства военнослужащих воздушно-десантных войск, их полную готовность к выполнению боевой задачи в любых условиях обстановки. Нагрудный знак представляет собой изображение орла с распростёртыми крыльями, который в когтях сжимает цветок чёрный тюльпан. Орел возглавляет цифру 38. Изображение орла символизирует постоянную готовность к немедленным и решительным действиям. Изображение цветка чёрный тюльпан символизирует верность традициям и вечную память военнослужащим, ценой своей жизни прославивших воздушно-десантные войска. Цифра 38 является свидетельством того, что Совет Чёрных орлов учреждён на базе 38-й гв.омоббр. Почётного звания „Чёрный орёл“ удостаиваются военнослужащие, добившиеся высоких результатов в боевой подготовке, имеющие безупречную воинскую дисциплину, успешно прошедшие кандидатский стаж и выдержавшие специальные испытания, а также проявившие особое мужество и героизм в ходе выполнения учебно-боевых, боевых и специальных задач». Офицеры и прапорщики награждались знаком «Чёрный орёл» в серебре, а сержанты и солдаты срочной службы — символом в бронзе. Каждый знак (на одном из Минских предприятий было изготовлено 220 экземпляров) имел порядковый номер. С 1999 по 2002 год проведено семь испытаний на присвоение почётного звания и нагрудного знака «Чёрный орёл», в которых приняло участие более 500 человек. За относительно небольшую, но яркую историю движения «чёрных орлов» престижными символами награждено 145 военнослужащих, в том числе несколько представителей внутренних войск.

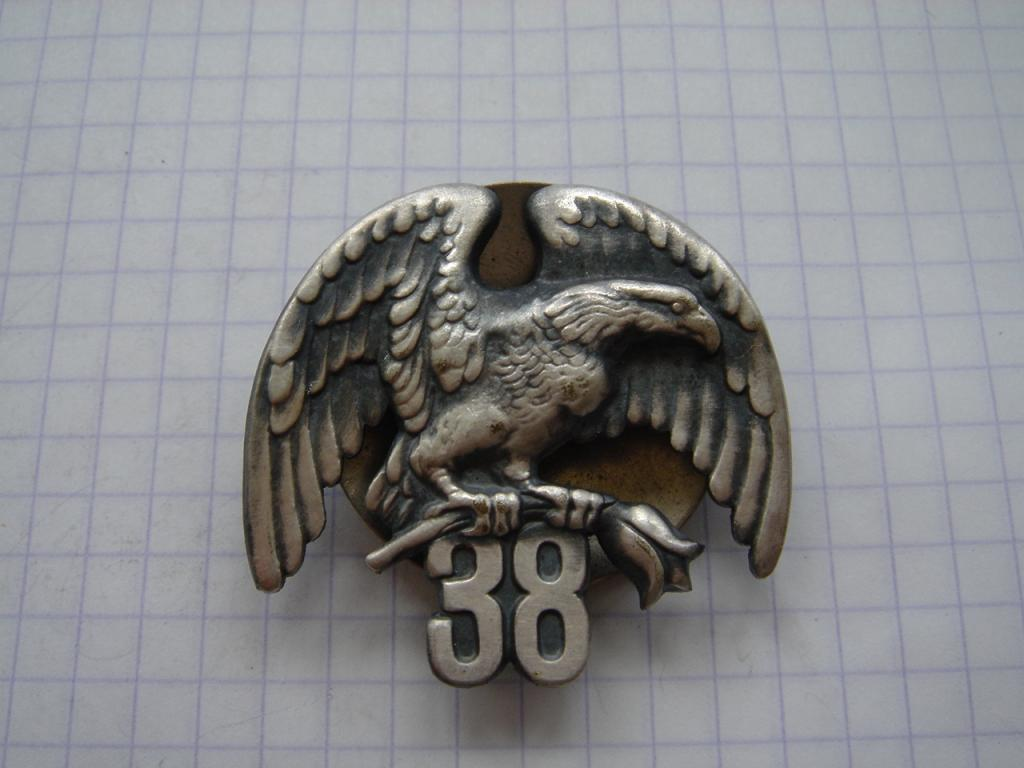
Нагрудный знак «Чёрный орел» в серебре.

Нечто подобное было разработано и в 5‑й отдельной бригаде специального назначения в начале 2000‑х. Нагрудным знаком «Пурпурный крест» награждались военнослужащие, добившиеся высших показателей в боевой подготовке и прошедшие комплексные квалификационные испытания по индивидуальной программе. Вскоре было решено ввести единый для всех подразделений ССО нагрудный знак «Доблесть и мастерство».
«Чёрный орёл» и «Доблесть и мастерство» стали такими же престижными символами, как и" краповый берет" в спецназе ВВ МВД.

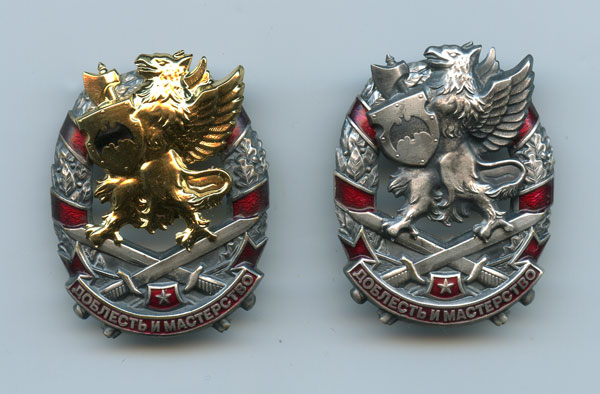
Нагрудный знак «Доблесть и мастерство».

.Брестский «Чёрный орёл» дал старт этому движению, в результате чего было решено создать единый нагрудный знак, на который смогут сдавать все подразделения ССО (38-я гв. ОДШБр, 103-я гв. ОВДБр, 5-я ОБрСпН, 33-й гв. ООСпН). Новые испытания воплотили в себе всё лучшее, что было создано до этого. Символом знака стало мифическое непобедимое существо «Грифон», символизирующее ум и силу. Верхняя часть грифона — от орла, нижняя — от льва, означающие власть грифона как в небе, так и на земле. Военнослужащие, прошедшие испытание на право ношения нагрудного знака «Доблесть и мастерство», имеют приоритет при назначении на вышестоящие должности и при поступлении в военно-учебные заведения. Сегодня этот нагрудный знак — символ специалиста высочайшего уровня сил специальных операций Вооружённых Сил Республики Беларусь. Впрочем, не только РБ. Испытания приобрели международный статус. В испытании на право ношения знака «Доблесть и мастерство» принимают участие военнослужащие Воздушно-десантных войск Вооружённых сил Российской Федерации. Испытания проходят в 103-й гв. ОВДБр, на полигоне «Лосвидо». С каждым годом программа испытаний усложняется, растёт и количество претендентов.

## Состав бригады
- Управление бригады (штаб, службы).
- 381-й отдельный гвардейский десантно-штурмовой батальон (гв. ОДШБ) в/ч 92700.
- 382-й отдельный гвардейский десантно-штурмовой батальон (гв. ОДШБ) в/ч 92800.
- 383-й отдельный гвардейский десантно-штурмовой батальон (гв. ОДШБ) в/ч 92900.
- Смешанный артиллерийский дивизион (СмАДн).
- Зенитная ракетно-артиллерийская батарея (ЗРАБатр).
- Батальон связи (БС).
- Разведывательно-десантная рота (РДР).
- Инженерно-сапёрная рота (ИСР).
- Рота охраны и обслуживания (РО и О).
- Ремонтная рота (РемР).
- Рота материального обеспечения (РМО).
- Медицинская рота.
- Взвод РХБЗ.

### Состав 381-го и 382-го гв. ОДШБ
- Управление батальона

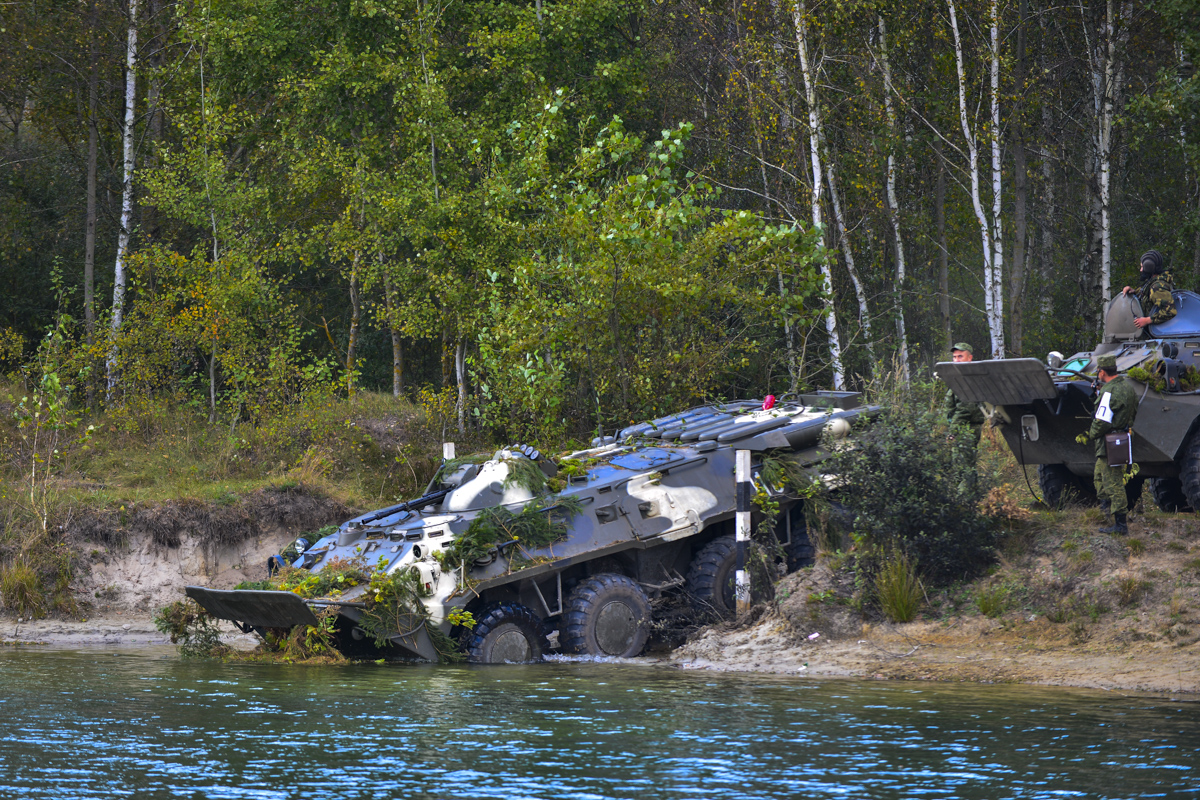
БТР-80 38-й одшбр во время учений в Бресте вместе с российскими десантниками из 137-го пдп 1—5 октября 2018 года

- 1-я десантно-штурмовая рота (ДШР) — 3 взвода
- 2-я десантно-штурмовая рота (ДШР) — 3 взвода
- 3-я десантно-штурмовая рота (ДШР) — 3 взвода
- Разведывательный взвод (РВ)
- Гранатомётный взвод (ГрВ)
- Взвод связи (ВС)
- Взвод материально-технического обеспечения (ВМТО)
- Взвод  обеспечения (ВО)

### Состав 383-го гв. ОДШБ
- Управление батальона
- 1-я десантно-штурмовая рота (ДШР) — 3 взвода
- 2-я десантно-штурмовая рота (ДШР) — 3 взвода
- 3-я десантно-штурмовая рота (ДШР) — 3 взвода
- Разведывательный взвод (РВ)
- Гранатомётный взвод (ГрВ)
- Взвод связи (ВС)
- Взвод технического обслуживания(ВТО)
- Взвод обеспечения (ВО)

## Вооружение
- БТР-80
- 122-мм гаубица Д-30
- 82-мм миномёт БМ-37
- ПТРК «Фагот»
- ЗУ-23-2
- ПЗРК «Игла»
- РПГ-7 Д
- РПГ-7В
- АГС-17
- ГП-25 «Костер»
- ПКМ(Н)
- РПКС-74
- СВД
- СВДС
- ОСВ-96
- ВСК-94
- СВ-98
- МЦ-116М
- АПС (подводный автомат)
- АКС-74
- АКС74У
- АКМ
- АКМС
- ПМ
- ПБ
- НРС-2